# Tanella Boni
Tanella Boni, född 1954 i Abidjan, är en ivoriansk författare. Hon studerade i Toulouse och Paris, och är professor i filosofi vid Université Félix-Houphouët-Boigny i Abijan, där hon även är verksam som poet, romanförfattare, novellist, kritiker och barnboksförfattare. 
Hon har varit president för Association des écrivains de la Côte d'Ivoire, och organiserat Festival international de poésie d’Abidjan. 2005 mottog hon Ahmadou Kourouma-priset för sin roman Matins de couvre-feu. 